# Külüq Khan

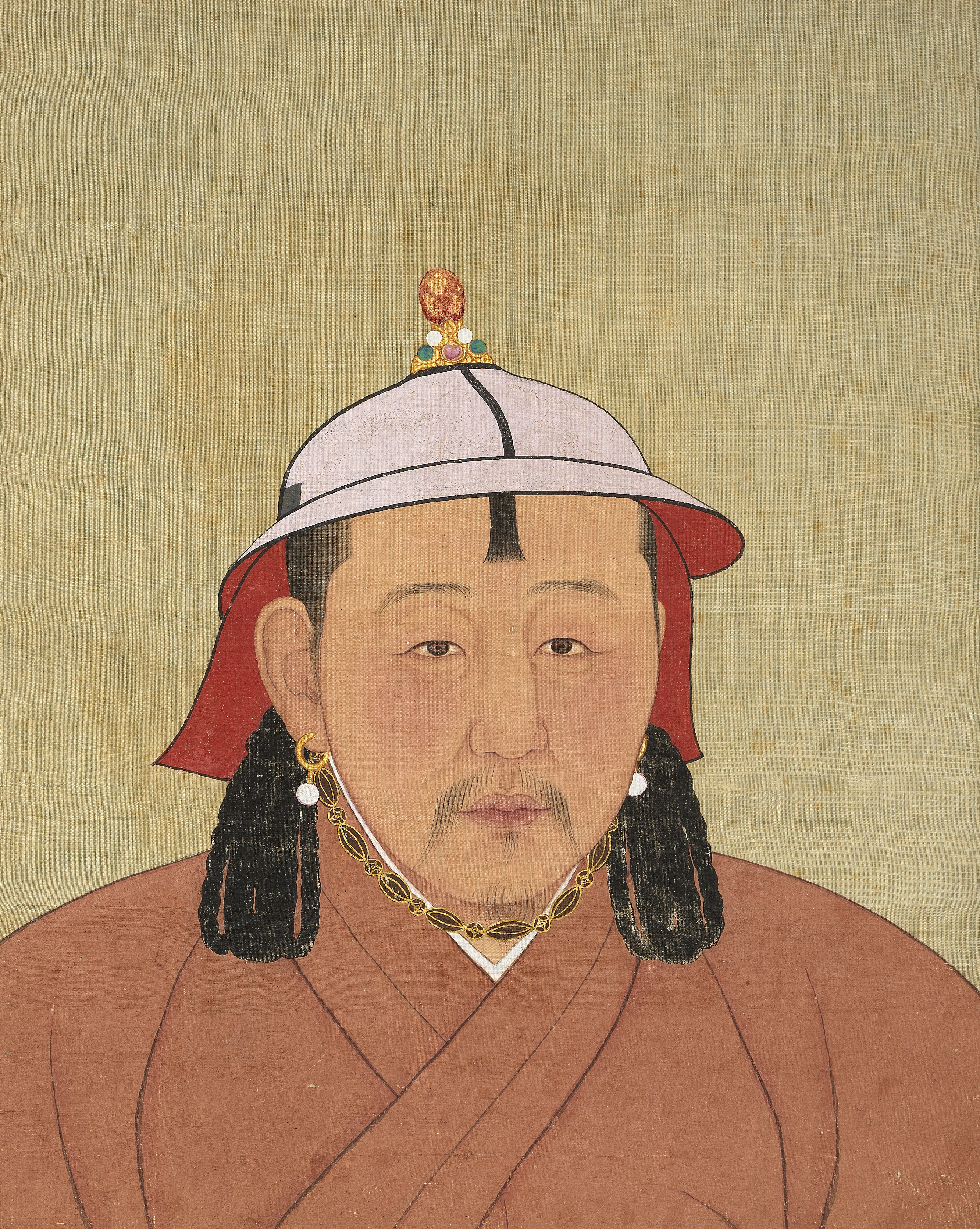
Külüq Khan

Külüq Khan , auch Khaischan  (mongolisch ᠬᠠᠶᠢᠰᠠᠩ ᠬᠦᠯᠦᠭ ᠬᠠᠭᠠᠨ, * 1281; † 27. Januar 1311 in Peking) war ein mongolischer Khagan und unter dem Namen Wuzong auch Kaiser der Yuan-Dynastie (reg. 1307–1311).

## Leben
Der Sohn Darmabalas und Enkel von Kublais Kronprinz Dschingkim wurde 1299 Statthalter der Mongolei. Er galt in den Auseinandersetzungen mit Qaidu († 1303) und dessen Sohn Tschapar als militärisch befähigt, war aber auch dem Alkohol und den Frauen verfallen.
Nach dem Tod seines Onkels Uldjaitu-Timur (reg. 1294–1307) setzte sich Khaischan gegen den Prinzen Ananda (Muslim in Gansu, hingerichtet 1307) und seinen jüngeren Bruder Ayurparibhadra als Yuan-Kaiser durch. Zehn Tage nach seiner Thronbesteigung ordnete er den Bau einer neuen Hauptstadt mit dem Namen Zhongdu (dessen Ruinen heute im Kreis Zhangbei zu besichtigen sind) an. Khaischan galt als rechtschaffen, repräsentierte die mongolischen Interessen bei Hofe, setzte seine Anhänger in Schlüsselpositionen und unterhielt gute Beziehungen zu den Tschagatai-Khanen. Aufgrund der Inflation ließ er 1309/10 neues Geld herausgeben, das nur noch ein Fünftel des vorherigen Wertes besaß.
Als Nachfolger bestimmte er seinen Bruder Ayurparibhadra (Buyantu Khan) anstelle seiner Söhne.